# Kartel (film)
Kartel (tytuł oryg. Du zhan) – chińsko–hongkoński film kryminalny w reżyserii Johnniego To, którego premiera odbyła się 15 listopada 2012 roku.

## Obsada
Źródło: Filmweb

- Louis Koo – Tian-ming Cai
- Sun Honglei – Lei Zhang
- Huang Yi – Xiao-bei
- Michelle Ye – Sa-po
- Lam Suet – Cheng Fei
- Wallace Chung – Wei-jun Guo
- Cheung Siu-fai – Shui-su Kou
- Guo Tao – Da Long

## Nagrody i nominacje
Źródło: Internet Movie Database
| Rok  | Miejsce                                             | Nagroda                              | Kategoria                                         | Odbiorcy i nominowani                      | Wynik     |
| ---- | --------------------------------------------------- | ------------------------------------ | ------------------------------------------------- | ------------------------------------------ | --------- |
| 2012 | Rome Film Festival                                  | Golden Marc'Aurelio Award            |                                                   | Johnnie To                                 | Nominacja |
| 2013 | Cognac Festival du Film Policier                    | Grand Prix                           |                                                   |                                            | Wygrana   |
| 2013 | San Diego Film Critics Society Awards               | SDFCS Award                          | Best Foreign Language Film                        |                                            | Wygrana   |
| 2013 | Rotterdam International Film Festival               | Big Screen Award                     |                                                   | Johnnie To                                 | Nominacja |
| 2013 | Kataloński Międzynarodowy Festiwal Filmowy w Sitges | Focus Asia Award                     |                                                   | Johnnie To                                 | Nominacja |
| 2013 | Asian Film Awards                                   | Asian Film Award                     | Best Film                                         |                                            | Nominacja |
| 2013 | Asian Film Awards                                   | Asian Film Award                     | Best Editor                                       | David M. Richardson, Allen Leung           | Nominacja |
| 2013 | Asian Film Awards                                   | Asian Film Award                     | Best Screenwriter                                 | Wai Ka-Fai, Yau Nai-Hoi, Ryker Chan, Xi Yu | Nominacja |
| 2013 | Golden Horse Film Festival                          | Golden Horse Award                   | Best Film                                         |                                            | Nominacja |
| 2013 | Golden Horse Film Festival                          | Golden Horse Award                   | Best Director                                     | Johnnie To                                 | Nominacja |
| 2013 | Golden Horse Film Festival                          | Golden Horse Award                   | Best Original Screenplay                          | Wai Ka-Fai, Yau Nai-Hoi, Ryker Chan, Xi Yu | Nominacja |
| 2013 | Golden Horse Film Festival                          | Golden Horse Award                   | Best Editing                                      | David M. Richardson, Allen Leung           | Nominacja |
| 2014 | Hong Kong Film Critics Society Awards               | Film of Merit                        |                                                   |                                            | Wygrana   |
| 2014 | Hong Kong Film Critics Society Awards               | Hong Kong Film Critics Society Award | Best Director                                     | Johnnie To                                 | Wygrana   |
| 2014 | Hong Kong Film Critics Society Awards               | Hong Kong Film Critics Society Award | Best Screenplay                                   | Wai Ka-Fai, Yau Nai-Hoi, Ryker Chan, Xi Yu | Wygrana   |
| 2014 | Online Film Critics Society Awards                  | OFCS Award                           | Best Picture                                      |                                            | Nominacja |
| 2014 | Online Film Critics Society Awards                  | OFCS Award                           | Best Film Not in the English Language – Hong Kong |                                            | Nominacja |
| 2014 | Online Film Critics Society Awards                  | OFCS Award                           | Best Editing                                      | Allen Leung, David M. Richardson           | Nominacja |